# دانشگاه فاریاب
دانشگاه فاریاب دانشگاهی دولتی در شهر میمنهٔ ولایت فاریاب، افغانستان است.

## پیشینه
دانشگاه فاریاب در سال ۱۳۵۶ (خورشیدی) با نام مؤسسهٔ تحصیلات عالی فاریاب در شهر میمنهٔ ولایت فاریاب افغانستان آغاز به کار کرد و در سال ۱۳۹۱خ به دانشگاه ارتقا یافت.
این دانشگاه دارای دانشکده‌های تعلیم و تربیت، ادبیات، اقتصاد، کشاورزی و مهندسی می‌باشد که نزدیک به ۴٬۵۰۰ دانشجو شامل ۴۰ درصد دختران، سرگرم فراگیری هستند. دانشگاه فاریاب در پهنهٔ ۷۵ جریب زمین در ملکیت وزارت دفاع ملی با هزینهٔ سه میلیون دلار آمریکایی در شهر میمنه ساخته شده‌است.

## دانشکده‌ها
- دانشکدهٔ تعلیم و تربیت
- دانشکدهٔ کشاورزی
- دانشکدهٔ اقتصاد
- دانشکدهٔ مهندسی (انجنیری)
- دانشکدهٔ ادبیات
- دانشکده کمپیوتر ساینس